# Lisa Fischer
Lisa Fischer (Nueva York, 1 de diciembre de 1958) es una cantante y compositora estadounidense. Saltó a la fama en 1991 con su álbum debut So Intense, que incluyó el sencillo «How Can I Ease the Pain» por el que ganó el Premio Grammy a la mejor interpretación vocal de R&B femenina en 1991 y que compartió con Patti LaBelle por «Burnin'». Conocida por su amplio rango vocal, de alto alcance, Fischer ha sido reconocida como una de las más exitosas cantantes de sesión de la época. Ha colaborado con diversos artistas, entre ellos Luther Vandross y Tina Turner; además, ha estado de gira con los Rolling Stones desde 1989, donde su popularidad entre los fanes la ha llevado a realizar dúos con Mick Jagger constantemente en el escenario para varias canciones.

## Discografía

### Álbumes como solista
| Año  | Álbum | Máxima posición en charts | Máxima posición en charts |
| Año  | Álbum | US                        | US R&B                    |
| ---- | --- | ------------------------- | ------------------------- |
| 1991 | So Intense - Primer álbum de estudio - Lanzamiento: 9 de abril de 1991 - Sello discográfico: Elektra Records | 100                       | 5                         |

### Sencillos
| Año  | Título                                                                           | US | U.S. R&B | U.S. Dance | Álbum                                                   |
| ---- | -------------------------------------------------------------------------------- | -- | -------- | ---------- | ------------------------------------------------------- |
| 1983 | «On the Upside»                                                                  | —  | —        | —          | Tema sin álbum                                          |
| 1984 | «Only Love (Shadows)»                                                            | —  | —        | —          | Tema sin álbum                                          |
| 1990 | «Glad to Be Alive»                                                               | —  | 31       | —          | The Adventures of Ford Fairlane – Banda sonora original |
| 1991 | «How Can I Ease the Pain»                                                        | 11 | 1        | —          | So Intense                                              |
| 1991 | «Save Me»                                                                        | 74 | 7        | 2          | So Intense                                              |
| 1992 | «So Intense»                                                                     | —  | 15       | —          | So Intense                                              |
| 1993 | «Colors of Love»                                                                 | —  | 18       | —          | Made in America – Banda sonora original                 |
| 1994 | «A Deeper Love» (junto a Aretha Franklin)                                        | 63 | 30       | —          | Sister Act 2: Back in the Habit – Banda sonora original |
| 1995 | «Gimme Shelter» (en vivo) (The Rolling Stones junto a Lisa Fischer)              | —  | —        | —          | No Security                                             |
| 2000 | «Didn't I (Blow Your Mind This Time)» (junto a Norman Connors)                   | —  | —        | —          | Eternity                                                |
| 2000 | «24 Hour Woman»                                                                  | —  | —        | —          | Tema sin álbum                                          |
| 2004 | «(Why Should I) Think About the Rain» (Dutch junto a Lisa Fischer)               | —  | —        | —          | Tema sin álbum                                          |
| 2008 | «Into My Life (You Brought the Sunshine)» (con Elements of Life y Cindy Mizelle) | —  | —        | —          | Tema sin álbum                                          |
| 2010 | «Love Will Know» (con Elements of Life)                                          | —  | —        | —          | Tema sin álbum                                          |

### Apariciones en bandas sonoras
- 1990: The Adventures of Ford Fairlane
- 1992: Home Alone 2: LBanda sonora original in New York
- 1993: Made in America
- 1993: That Night
- 1998: Melrose Place Jazz
- 2001: Cowboy Bebop: Future Blues[5]
- 2013: 20 Feet From Stardom

### Apariciones en álbumes/DVD/sencillos
- 1985: Luther Vandross- The Night I Fell in Love
- 1986: Bob James – Obsession
- 1989: The Rolling Stones- Mixed Emotions (sencillo)
- 1989: The Rolling Stones- Rock and a Hard Place (sencillo)
- 1989: The Rolling Stones- Terrifying (sencillo)
- 1989: The Rolling Stones- Steel Wheels (álbum)
- 1989: The Rolling Stones- Another Side of Steel Wheels (álbum, CBS/Sony Japan)
- 1990: The Rolling Stones- AlmBanda sonora original Hear You Sigh (sencillo)
- 1990: Sam Riney – Playing With Fire (álbum)
- 1991: The Rolling Stones- Flashpoint (álbum)
- 1991: The Rolling Stones- Ruby Tuesday (live) (sencillo Maxi)
- 1991: The Rolling Stones- Ruby Tuesday/Harlem Shuffle (live) (sencillo)
- 1993: The Rolling Stones- Jump Back (álbum)
- 1994: The Rolling Stones- Live Voodoo Lounge – en vivo desde Nueva Jersey, 14 de agosto de 1994 (vídeo en tour)
- 1995: The Rolling Stones- Voodoo Lounge – En vivo desde Miami, 25 de noviembre de 1994 (DVD/Vídeo)
- 1995: The Rolling Stones- I Go Wild (sencillo)
- 1995: The Rolling Stones- Like A Rolling Stone (sencillo)
- 1995: The Rolling Stones- Stripped (álbum)
- 1995: The Rolling Stones- Voodoo Lounge CD Rom – colaboración: Lisa Fischer (CD)
- 1996: The Rolling Stones- Wild Horses (sencillo maxi)
- 1996: Luther Vandross- Your Secret Love
- 1996: Nicklebag- 12 Hits and a Bump (álbum)
- 1997: Grover Washington, Jr.- Breath of Heaven: A Holiday Collection
- 1997: Lee Ritenour- This Is Love (álbum)
- 1997: Nicklebag- Mas Feedback (álbum)
- 1997: The Rolling Stones- Saint of Me (single de CD) Incl. Gimme Shelter (en vivo desde Ámsterdam, 1995) voces: Lisa Fischer
- 1998: The Rolling Stones- No Security (álbum)
- 1999: The Rolling Stones- Bridges To Babylon Tour 97–98 (DVD/Vídeo)
- 2000: Varios artistas – A Love Affair: The Music of Ivan Lins[6]
- 2001: Tina Turner- One Last Time Live in Concert – en vivo desde Londres, 2000 (DVD)
- 2002: The Rolling Stones- Forty Licks (álbum)
- 2003: The Rolling Stones- Four Flicks – en vivo tur 2002/2003 (4DVD)
- 2004: Chuck Leavell- What's in That Bag? (álbum)
- 2004: The Rolling Stones- Live Licks (álbum)
- 2004: Toronto Rocks (DVD)
- 2005: Tim Ries- The Rolling Stones Project (álbum)
- 2005: The Rolling Stones- Rarities 1971–2003 (álbum)
- 2006: Bernard Fowler- Friends With Privileges (Super Audio CD, Village Records Inc., Japón)
- 2006: Bernard Fowler- Friends With Privileges (álbum)
- 2006: The Rolling Stones- Biggest Mistake (sencillo) coros: 2 registros en vivo
- 2007: The Rolling Stones- The Biggest Bang – en vivo tour 2005/2006 (4DVD)
- 2008: Aretha Franklin- This Christmas, Aretha (álbum)
- 2008: Tim Ries – Stones World (álbum)
- 2008: The Rolling Stones- Shine A Light (álbum)
- 2008: The Rolling Stones- Shine A Light (DVD)
- 2009: Tina Turner- Tina Live – en vivo desde Arnhem, 21 de marzo de 2009 (DVD/CD)
- 2009: Sting- If on a Winter's Night
- 2009: Sting- A Winter's Night Live from Durham Cathedral (DVD)
- 2010: Bobby McFerrin- VOCAbuLarieS
- 2010: The Rolling Stones- Exile on Main St. (remasterizado, coros: CD2, bonus tracks) (álbum)
- 2010: The Rolling Stones- Exile On Main St. Rarities edition (álbum, lanzamiento en Estados Unidos)
- 2010: The Rolling Stones- Plunded My Soul
- 2010: Wingless Angels- Volumes I & II (álbum)
- 2011: Linda Chorney – Emotional Jukebox
- 2011: The Rolling Stones- Singles Box Set (1971–2006), edición limitada de 45CD's
- 2012: The Rolling Stones- Live at the Tokyo Dome (descarga digital desde Google Music)
- 2012: The Rolling Stones- Light the Fuse (descarga digital desde Google Music)
- 2012: The Rolling Stones- GRRR! (álbum)
- 2013: 121212 The Concert For Sandy Relief (álbum)
- 2013: 121212 The Concert For Sandy Relief (DVD)
- 2013: 20 Feet From Stardom, music from the motion picture (álbum)
- 2013: 20 Feet From Stardom (DVD)
- 2013: The Rolling Stones- Sweet Summer Sun (álbum)
- 2013: The Rolling Stones- Sweet Summer Sun (DVD)
- 2014: Billy Childs- Map to the Treasure: Reimagining Laura Nyro (álbum)
- ????: Bernard Fowler- (nuevo álbum) en producción